# Knights of Sidonia
Knights of Sidonia (jap. シドニアの騎士, Shidonia no Kishi) ist eine zwischen 2009 und 2015 veröffentlichte Science-Fiction-Mangaserie von Tsutomu Nihei, die 2014 eine Animeadaption erfahren hat. Das Werk, in dem es um das Leben der Menschheit auf einem riesigen Raumschiff in ferner Zukunft geht, ist in die Genres Science-Fiction, Action und Drama einzuordnen.

## Handlung
Nagate Tanikaze ist ein junger Mann, der mit seinem Großvater zusammen im Untergrund Sidonias lebte und täglich an einem Simulator für pilotengesteuerte Kampfroboter namens Guardians (衛人, Morito) trainierte. Als nach dem Tod seines Großvaters das Essen ausgeht, begibt sich Tanikaze aus dem gemeinsamen Versteck um Reis zu stehlen und wird gefangen genommen. Das riesige Raumschiff Sidonia befindet sich im freien Weltraum und ist vor über tausend Jahren von der Erde aufgebrochen, um den Gauna (奇居子), außerirdischen Angreifern die die Erde vernichtet haben, zu entkommen. Tanikaze, protegiert durch die Kapitänin Sidonias, entschließt sich Garde-Pilot eines Guardian zu werden und Sidonia gegen die Gefahr, die die Gauna darstellen, zu verteidigen.
Sidonia ist ein etwa 28 km langes und 7 km durchmessendes Raumschiff in der Form eines achteckigen Prismas.
Neben relativ großen Bereichen für Wohnen, Antrieb, und künstliche Gravitation enthält es auch noch einen ein Viertel des Raumes einnehmenden Tiefseebereich, die äußere Hülle ist zu Verteidigungszwecken unter einem dicken Eispanzer verhüllt.

## Charaktere
Nagate Tanikaze (谷風 長道, Tanikaze Nagate)
Sprecher: Ryōta Ōsaka
Lebte seit seiner Geburt bei seinem Großvater, welcher ihn als Piloten trainierte, und gelangt erst durch Zufall in den von anderen Menschen bewohnten Teil Sidonias.
Er entscheidet sich, Pilot zu werden, besonders an ihm ist, dass er nicht wie die Anderen Photosynthese betreiben kann und regelmäßig essen muss, und dass Verletzungen bei ihm ungeheuer schnell heilen.
Izana Shinatose (科戸瀬 イザナ, Shinatose Izana)
Sprecher: Aki Toyosaki
Ein weiterer Pilot und Freund von Nagate. Izana ist weder männlich noch weiblich, sondern kann sich entscheiden, eines der beiden Geschlechter anzunehmen.
Shizuka Hoshijiro (星白 閑, Hoshijiro Shizuka)
Sprecher: Aya Suzaki
Eine Pilotin, in die sich Nagate verliebt, die aber bei einem Einsatz getötet wird und seitdem als von den Gauna kopierter Gegner auftaucht.
Yuhata Midorikawa (緑川 纈, Midorikawa Yuhata)
Sprecher: Hisako Kanemoto
Vizekommandantin der Guardian-Einsätze. Versucht anfangs vergeblich, die Aufmerksamkeit von Nagate zu gewinnen, wohnt später mit ihm, Izana, und Tsumugi zusammen.
Honoka-Serie (仄シリーズ, Honoka shirīzu)
Sprecher: Eri Kitamura
Elf jeweils fünf Jahre alte, aber erwachsene Klone, die ebenfalls als Guardian-Piloten dienen, und deren Zusammentreffen mit Nagate meist schmerzhaft für diesen endet, da er oft in einer ungünstigen Situation die Tür öffnet.
Tsumugi Shiraui (白羽衣 つむぎ, Shiraui Tsumugi)
Eine Chimäre aus Mensch und Gauna, geschaffen, um als lebende Waffe die Gauna zu bekämpfen. Freundet sich mit Nagate und Izana an und besucht diese in Form eines Tentakels, welches sich durch das Röhrensystem von Sidonia zwängt, da ihr eigentlicher Körper viel zu groß ist, um sich in diesem Bereich des Schiffes zu bewegen.
Norio Kunato (岐神 海苔夫, Kunato Norio)
Sprecher: Takahiro Sakurai
Einer der besten Piloten, anfänglich Feind und Rivale von Nagate. Erschafft, nachdem sein Körper von Ochiai übernommen wurde, die Chimäre Tsumugi.
Teruru Ichigaya (市ヶ谷 テルル, Ichigaya Teruru)
Ein Gynoid, der geschaffen wurde, um der Gefahr durch die Gauna zu entgehen, da ihr „Vater“ (ihr Erbauer) glaubte, die Gauna würden von Menschen angezogen. Bei Gefahr überzieht sich ihre Haut unwillkürlich mit einer Art Panzerung. Sie steht Nagate zu Anfang mit Abneigung gegenüber.
Kobayashi (小林)
Sprecher: Sayaka Ōhara
Kapitänin der Sidonia, die nie ohne ihre Nō-Maske zu sehen ist, und Jahrhunderte zuvor eine wichtige Rolle bei der Bekämpfung der Gauna gespielt hat.
Yure Shinatose (科戸瀬 ユレ, Shinatose Yure)
Izanas Großmutter, sie ist Wissenschaftlerin und hat einst die Photosynthese für Menschen entwickelt. Sie hat auch das Gehirn Ochiais in seinen neuen Körper übertragen. Als Dank für ihre Fähigkeiten wurde ihr die Unsterblichkeit durch medikamentierung zugänglich gemacht, womit sie dem unsterblichen Rat angehört.
Lala Hiyama (ヒ山 ララァ, Hiyama Rarā)
Sprecher: Satomi Arai
Sie ist die Betreuerin des Wohnheims, in dem Nagate und Izana anfangs wohnen. Sie war früher die Sicherheitschefin Sidonias und die beste Freundin von Hiroki, die dieser noch als normalen Menschen kannte. Das außergewöhnliche an ihr ist, dass sie einen Überlebensanzug trägt, mit dem sie wie ein sprechender Bär mit einer Armprothese aussieht.
Hiroki Saitō (斎藤 ヒロキ, Saitō Hiroki)
Sprecher: Rikiya Koyama
Ehemals bester Pilot von Sidonia und Nagates Großvater. Nagate ist ein Klon Hirokis. Hiroki war des ewigen kampfes müde, setzte sich ab und alterte ohne Behandlung, wurde aber entdeckt und Kobayashi ordnete an sein Gehirn in einen unsterblichen Klonkörper zu transferieren. Hiroki widersetzte sich, raubte den Klon (Tanikaze Nagate) und entfloh in die labyrinthartigen Eingeweide Sidonias.
Ochiai (落合)
Sprecher: Takehito Koyasu
Genialer Wissenschaftler, und Transhumanist der sich selbst immer wieder technisch verbessert hat, und dessen Experimente zu Hybriden aus Gauna und Menschen fast zu Sidonias Untergang führten, und ihn in Ungnade fallen ließen. Ein Klon mit seinem Gehirn und unter der Kontrolle von Kobayashi dient als Schlüssel für sein „externes Gehirn“, eine gewaltige Datensammlung. Zum Gegenwärtigen Handlungszeitraum ist er, neben den Gauna, der Hauptantagonist.

## Veröffentlichung
Der Manga von Tsutomu Nihei erscheint in Japan ab dem 25. April 2009 (Ausgabe 6/2009) in Kōdanshas Manga-Magazin Afternoon. Das letzte Kapitel wurde am 25. September 2015 herausgegeben. Die Einzelkapitel wurden in insgesamt 15 Sammelbänden zusammengefasst.
In Deutschland erschien die Serie erstmals in 15 Bänden von Dezember 2010 bis Juli 2017 als Knights of Sidonia bei Egmont Manga. Von April 2021 bis November 2022 veröffentlichte der Verlag Cross Cult die Knights of Sidonia – Master Edition in sieben Bänden. Diese Edition bringt den Manga im größeren Format als Hardcoverbuch mit doppelter Seitenzahl im Vergleich mit der Ehapa-Taschenbuchausgabe. Daneben erschien der Manga seit dem 5. Februar 2013 auch in den USA beim Verlag Vertical.

## Anime
Das auf CGI-Serien spezialisierte Animationsstudio Polygon Pictures adaptierte den Manga als Anime-Fernsehserie. Regie führt Kōbun Shizuno, assistiert von Hiroyuki Seshita, nach dem Drehbuch von Sadayuki Murai. Für das Charakterdesign war Yuki Moriyama verantwortlich und künstlerischer Leiter war Mitsunori Kataama.
Die Erstausstrahlung der ersten Staffel mit 12 Folgen erfolgte vom 11. April bis 27. Juni 2014 nach Mitternacht (und damit am vorigen Fernsehtag) auf MBS, sowie am jeweiligen Folgetag auch auf TBS und CBC, sowie später auch auf BS-TBS und AT-X.
Der Anime wurde bereits im Dezember 2013 durch Netflix für dessen Streaming-Gebiete lizenziert, die die Folgen Englisch untertitelt kurz nach der japanischen Ausstrahlung streamen. In Australien und Neuseeland erfolgte die Lizenzierung durch Madman Entertainment. Beim deutschen Netflix-Start im September 2014 wurde auch Knights of Sidonia deutsch untertitelt übernommen. Ab dem 2. Juli 2019 war die Serie nicht mehr im Portfolio von Netflix enthalten., war ab Dezember 2019 jedoch eine Zeit lang wieder auf Netflix vorhanden. Seit August 2022 ist die erste Staffel auf Crunchyroll zu sehen.
Die ersten beiden Folgen der zweiten Staffel – im japanischen Original Shidonia no Kishi: Daikyū Wakusei Seneki (シドニアの騎士 第九惑星戦役) – wurden in einer Vorabpremiere am 23. November 2014 auf einem besonderen Event gezeigt. Die reguläre Ausstrahlung der ebenfalls 12 Folgen erfolgte vom 11. April bis 27. Juni 2015 nach Mitternacht auf TBS und später MBS, CBC, BS-TBS und AT-X.

### Synchronsprecher
| Rolle             | Japanische Stimme (Seiyū) |
| ----------------- | ------------------------- |
| Nagate Tanikaze   | Ryota Ōsaka               |
| Izana Shinatose   | Aki Toyosaki              |
| Samari Ittan      | Atsuko Tanaka             |
| Shizuka Hoshijiro | Aya Suzaki                |

### Musik
Der Soundtrack zur Serie stammt von Noriyuki Asakura. In der ersten Staffel wurde der Vorspanntitel wird Sidonia von der Band angela verwendet und im Abspann Show (掌 -show-) gesungen von Eri Kitamura. Für die zweite Staffel kam in der Vorabpremiere im Abspann Hitosuji no Hikari (一筋の光明) von CustomiZ (Anime-Gruppe des Musikerkollektivs Ebidan) zum Einsatz. In der Fernsehausstrahlung wird im Vorspann Kishi Kōshinkyoku (騎士行進曲) von angela und als Abspanntitel Chinkonka – Requiem  (鎮魂歌 -レクイエム-) von CustomiZ verwendet, in der letzten Folge jedoch Sidonia.

## Rezeption
In Japan verkauften sich die Bände jeweils über 20.000 mal. Die amerikanische Young Adult Library Services Association nannte den Manga 2014 als einen von zehn Comics, die Jugendlichen besonders empfohlen werden. Die Serie sei, so die AnimaniA, ein „intelligentes Weltraumdrama, in dem sich [der Protagonist] Nagate in einer fremden Welt beweisen muss.“ Das Werk sei nicht so düster wie die zuvor von Nihei geschaffenen Biomega und Blame!, die Verwendung von Rasterfolie statt Schraffuren verleihe „dem Setting einen helleren, glatteren Look“. Der detaillierten Darstellung der Technik und ausladenden Kulissen bleibe Nihei treu.